# Adrie van der Poel
Adrianus Aloysius Jacobus „Adrie” van der Poel (ur. 17 czerwca 1959 w Bergen op Zoom) – holenderski kolarz szosowy i przełajowy, srebrny medalista szosowych mistrzostw świata, wielokrotny medalista przełajowych mistrzostw świata oraz zdobywca Pucharu Świata w kolarstwie przełajowym.

## Kariera
Pierwszy sukces w karierze Adrie van der Poel osiągnął w 1979 roku, kiedy wygrał holenderski Ronde van Midden-Zeeland. Rok później wystartował na igrzyskach olimpijskich w Moskwie, gdzie był siódmy w wyścigu ze startu wspólnego oraz piętnasty w drużynowej jeździe na czas. Na rozgrywanych trzy lata później szosowych mistrzostwach świata w Altenrhein zdobył srebro ze startu wspólnego. W zawodach tych wyprzedził go jedynie Amerykanin Greg LeMond, a trzecie miejsce zajął Irlandczyk Stephen Roche. Ponadto był między innymi w La Flèche Wallonne i Paryż-Nicea w 1981 roku, wygrał Mistrzostwa Zurychu i był drugi w Grosser Preis des Kantons Aargau w 1982 roku, był pierwszy w Grand Prix Jef Scherens i Nationale Sluitingsprijs oraz trzeci w Giro di Lombardia w 1983 roku, był pierwszy w Brussels Cycling Classic, Clásica de San Sebastián, Brabantse Pijl i Grote Scheldeprijs oraz drugi w Giro di Lombardia w 1985 roku, wygrał Ronde van Vlaanderen i Nationale Sluitingsprijs, był drugi w Liège-Bastogne-Liège i trzeci w Mistrzostwach Zurychu oraz Paryż-Roubaix w 1986 roku, rok później był najlepszy w Paryż-Tours, Nationale Sluitingsprijs, Grand Prix de Fourmies, Giro del Piemonte, Grosser Preis des Kantons Aargau i Druivenkoers Overijse oraz trzeci w Ronde van Nederland w 1987 roku, wygrał Liège-Bastogne-Liège, Étoile de Bessèges i Herald Sun Tour oraz zajął trzecie miejsce w Ronde van Vlaanderen w 1988 roku, dwa lata później wygrał Amstel Gold Race i Grosser Preis des Kantons Aargau, w 1991 roku wygrał Circuito de Getxo i Reading Classic oraz był trzeci w Vuelta a Andalucía i Tour de Luxembourg, a w 1992 roku był drugi w Tour of Britain. Wielokrotnie startował w Tour de France, najlepszy wynik osiągając w 1983 roku, kiedy zajął 37. miejsce w klasyfikacji generalnej. W latach 1987–1988 wygrywał po jednym etapie, jednak ostatecznie zajmował odległe pozycje. W 1991 roku zajął 71. miejsce w Vuelta a España, a dwa lata później zajął 100. pozycję w Giro d'Italia.
W kolarstwie przełajowym pierwszy sukces osiągnął w 1985 roku, kiedy podczas mistrzostw świata w Monachium zdobył srebrny medal wśród zawodowców. Lepszy okazał się jedynie reprezentant gospodarzy Klaus-Peter Thaler. Wynik ten van der Poel powtórzył czterokrotnie, na MŚ w Hägendorfie (1988), MŚ w Pontchâteau (1989), MŚ w Getxo (1990) i MŚ w Gieten (1991). Zdobył również brązowe medale na mistrzostwach świata w Leeds w 1992 roku i rozgrywanych siedem lat później mistrzostwach świata w Popradzie. Ponadto w sezonie 1996/1997 triumfował w klasyfikacji generalnej Pucharu Świata w kolarstwie przełajowym, a w sezonie 1997/1998 był drugi za swym rodakiem Richardem Groenendaalem.
W 2006 roku zakończył karierę.
Jego brat, Jacques, i teść Raymond Poulidor również byli kolarzami. Kolarstwo uprawiają także jego synowie: David i Mathieu.